# NGC 16
NGC 16는 페가수스자리에 위치한 렌즈형 은하이다.